# 伍珀塔尔圣经博物馆
伍珀塔尔圣经博物馆（Bibelmuseum Wuppertal）位于德国伍珀塔尔的本达勒大街（Bendahler Straße），是一个自由教会的圣经博物馆，包括本达勒大街拐角处的主楼，以及本达勒大街58–60号的紧邻建筑。
博物馆的赞助者是圣经协会，所修订的达秘译本，与基督教基要主义的普利茅斯弟兄会运动关系密切 他们的观点决定了博物馆的内容取向。

## 展品
伍珀塔尔圣经博物馆展示了关于圣经历史的展品：
- 古代文字：楔形文字、埃及象形文字、纸莎草碎片、字母的起源

- 与圣经相关的历史发现（西罗亚池铭文、居鲁士文书、米沙石碑等）

- 希伯来圣经，包括死海古卷等古代手稿

- 希腊语新约圣经，包括梵蒂冈抄本、西乃抄本

- 《圣经》的拉丁文武加大译本

- 中世纪“穷人圣经”插图集

- 印刷古腾堡圣经的原始尺寸的木制印刷机

- 德国《圣经》的历史

- 1600多种语言的圣经

还有几个展览空间从创造论的角度，展示地球历史、创世和大洪水，包括大量的化石收藏，和水族馆，有助于在惊讶中体验上帝的创造行为“。此外还有关于圣经考古的房间。